# Atlético Clube Paranavaí
El Atlético Clube Paranavaí es un equipo de fútbol de Brasil que juega en el Campeonato Paranaense de Tercera División, la tercera categoría de fútbol en el Estado de Paraná.

## Historia
Fue fundado el 14 de marzo de 1946 en el municipio de Paranavaí del estado de Paraná y es uno de los equipos más tradicionales del interior del estado.
En 1981 fue uno de los equipos fundadores del Campeonato Brasileño de Serie C en su primera edición, donde superó al Madureira Esporte Clube de Río de Janeiro en la primera ronda con marcador de 5-2, pero fue eliminado en la segunda ronda por el Olaria Atlético Clube con marcador de 0-3.
En 1998 vuelve a participar en la tercera división nacional en donde fue eliminado en la primera ronda al terminar en quinto lugar de su grupo entre seis equipos solo por delante del Ubiratan Esporte Clube.
En 2003 gana el título del campeón del interior del estado pero pierde la final del Campeonato Paranaense, logrando la clasificación para la Copa de Brasil por primera vez. En su primera participación en la copa nacional es eliminado por la Sociedade Esportiva do Gama del Distrito Federal de Brasil con marcador de 0-3.
En 2007 llega la revancha luego de ser campeón del interior por segunda ocasión y es campeón estatal por primera vez al vencer en la final al Paraná Clube, logrando la clasificación para el Campeonato Brasileño de Serie C por tercera vez en ese año y a la Copa de Brasil de 2008.
En la tercera división nacional es eliminado en la primera ronda al terminar en último lugar de su grupo en donde hizo cuatro puntos sin ganar un partido, mientras que en la Copa de Brasil de 2008 elimina en la primera ronda al Esporte Clube Águia Negra del estado de Mato Grosso del Sur con marcador de 7-6, pero es eliminado en la segunda ronda por el Sport Club Corinthians Alagoano del estado de Alagoas con marcador de 1-5.

## Palmarés
- Campeonato Paranaense: 1

2007
- Campeonato del Interior Paranaense: 2

2003, 2007
- Campeonato Paranaense de Segunda División: 3

1967, 1983, 1992